# Орланы
Орла́ны (лат. Haliaeetus, от haliaeetus «орлан», от др.-греч. ἁλιάετος, дословно — «морской орёл», предполож. «скопа») — род хищных птиц из подсемейства орланов семейства ястребиных. Длина тела от 75 до 100 см. В отличие от орлов, обладают голой цевкой. На нижней стороне пальцев есть шипики для удержания скользкой добычи (рыбы). 7—8 видов, распространены широко, за исключением Южной Америки. В России встречается 4 вида: почти повсюду у водоёмов обитает орлан-белохвост; в степях от Каспия до Забайкалья встречается орлан-долгохвост; на Тихоокеанском побережье — белоплечий орлан, а также изредка залетает белоголовый орлан. Все эти виды занесены в Красную книгу России.
Орланы обитают по берегам морей, крупных озёр и рек. Гнёзда устраивают на деревьях, реже на скалах. В кладке от 1 до 4 яиц. Кормятся рыбой, мелкими млекопитающими, птицами, падалью. 

## Виды
В состав рода включают четыре вида:
- Haliaeetus leucocephalus — Белоголовый орлан
- Haliaeetus pelagicus — Белоплечий орлан
- Haliaeetus albicilla — Орлан-белохвост
- Haliaeetus leucoryphus — Орлан-долгохвост

## Иллюстрации

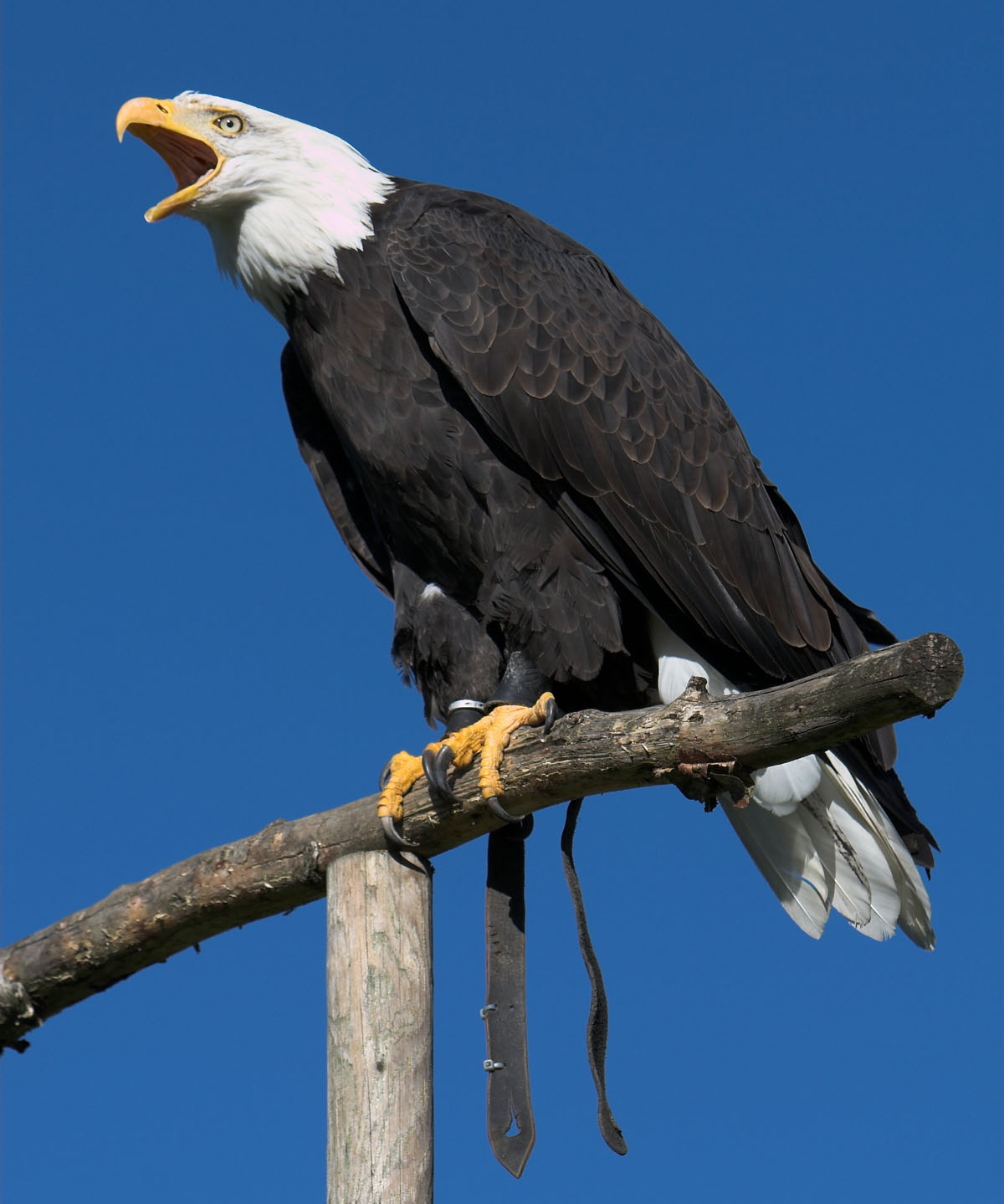
Белоголовый орлан
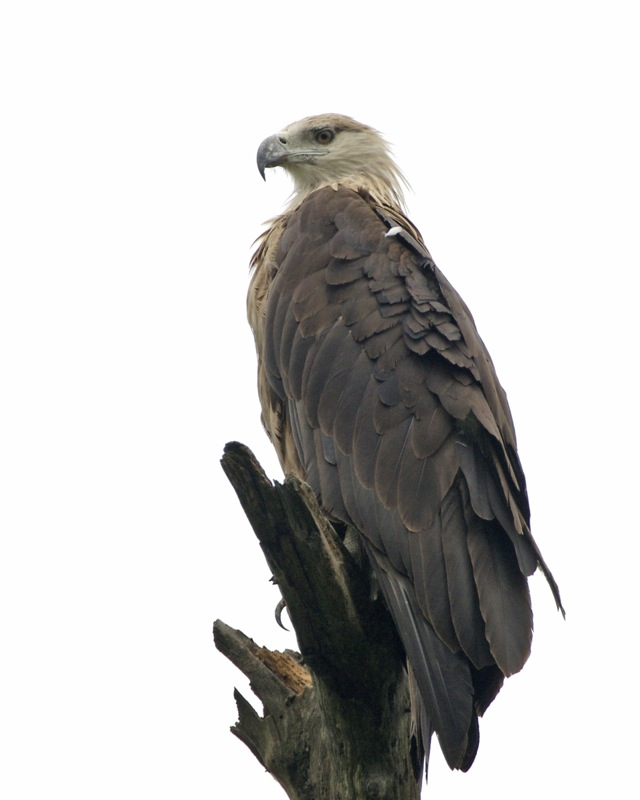
Орлан-долгохвост